# Ferrovia Parenzana
La ferrovia Trieste-Buie-Parenzo, meglio conosciuta come Parenzana (in sloveno Porečanka, in croato Parenzana o Porečanka, in tedesco Lokalbahn Triest-Parenzo o Parenzaner Bahn), era una linea a scartamento ridotto di tipo bosniaco (760 mm), che partendo da Trieste si inoltrava nella regione istriana raggiungendo Buie e in seguito anche Parenzo.

## Storia
La linea Parenzana, con i suoi 123 km di sviluppo, è stata la più lunga linea a scartamento ridotto da 760 mm tra quelle costruite dall'Impero austro-ungarico.
I primi progetti nacquero già verso la fine del XIX secolo allo scopo di realizzare un sistema di collegamento tra la costa e l'interno del territorio nord-occidentale dell'Istria allora privo di una qualsiasi rete viaria. Una ferrovia, ancorché piccola, costituiva un formidabile mezzo, a quel tempo, per la commercializzazione delle risorse produttive e agricole del territorio che, speravano le popolazioni, sarebbe così uscito dalla sua endemica povertà. Il governo austriaco non volle assumersi l'onere della costruzione e solo dopo anni di insistenti richieste ne concesse la costruzione ad una società per azioni, con sede a Vienna e costituita dai comuni interessati e dalla provincia, che assunse il nome di Localbahn Triest-Parenzo. Nel 1901 iniziarono i lavori e finalmente il 1º aprile 1902 il primo tratto da Trieste a Buie venne aperto al traffico con trazione a vapore assicurata dalle piccole locomotive a vapore saturo tipo U; entro lo stesso anno veniva attivato il restante tratto con l'effettuazione giornaliera di una coppia di treni misti, di 2ª e 3ª classe, che partivano rispettivamente, da Trieste alle ore 9:50, e da Parenzo alle ore 9:35, incrociandosi a Buie, con una percorrenza totale di 7 ore e 20 minuti. Venivano inoltre effettuate una coppia di treni da Trieste a Buie e una coppia da Buie a Parenzo.
La linea ebbe inizialmente origine dalla seconda stazione di Trieste a quel tempo denominata Trieste Sant'Andrea, aperta dal 1887. Con la costruzione e l'apertura nel 1906 della ferrovia Jesenice-Trieste, facente parte del complesso della Transalpina, la stazione fu ricostruita e spostata verso nord divenendo l'attuale Trieste Campo Marzio. La difficoltà del percorso attraverso il nord-ovest dell'Istria impose la costruzione di numerosissime curve e un saliscendi continuo che ottenne il duplice effetto negativo di dilatare i costi e abbassare la velocità massima raggiungibile a 25/30 km/h. Tra il 1903 e il 1906 venne fatta circolare sulla linea anche una automotrice a vapore da 16 posti a due assi.

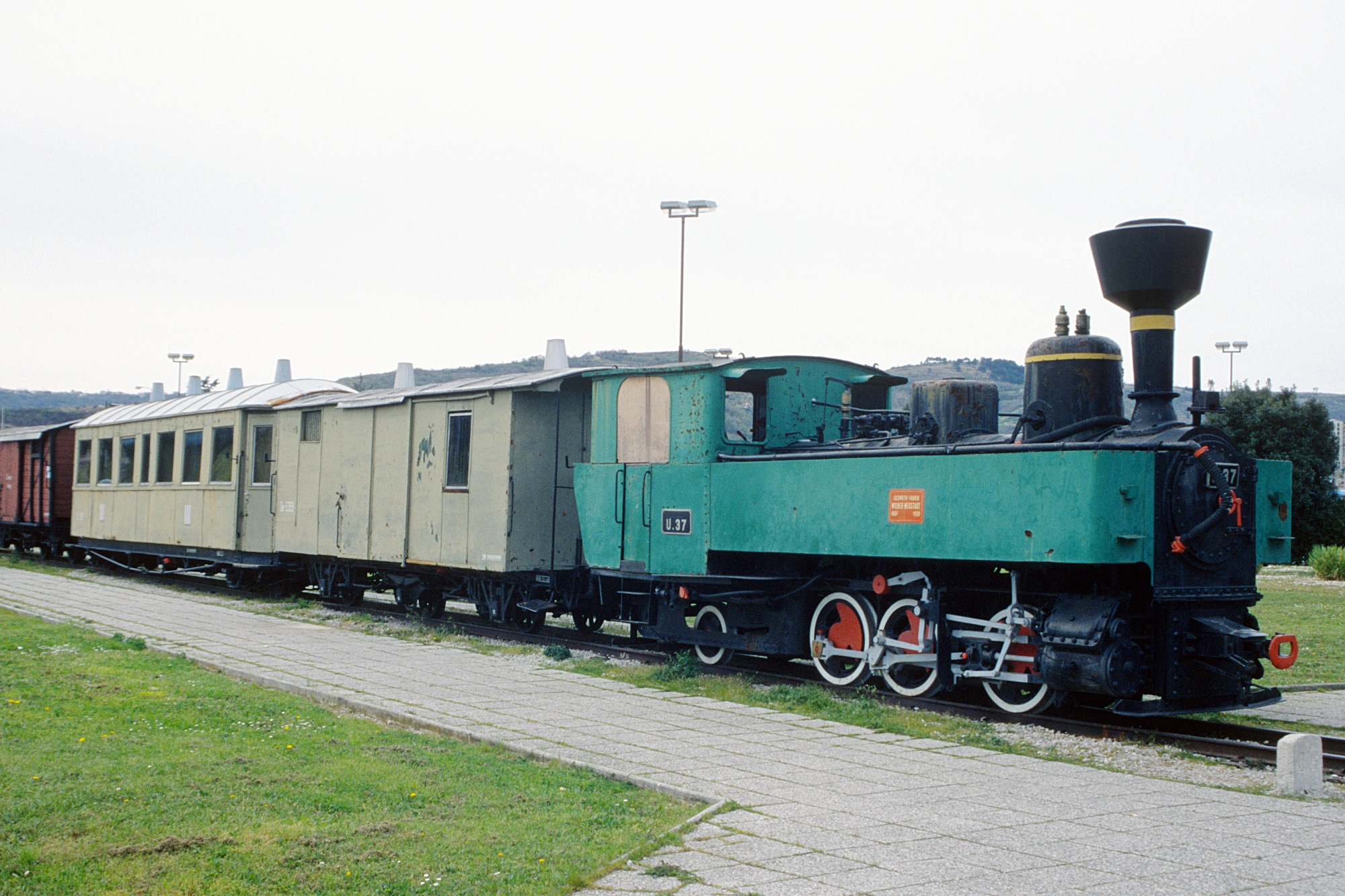
La locomotiva U 37 della Parenzana

Dopo la prima guerra mondiale la linea passò sotto l'amministrazione italiana che nel 1921 per rispondere all'aumento di traffico passeggeri e merci fece costruire alle Officine Meccaniche Reggiane 6 nuove locomotive del tipo P. Nonostante l'aumento del traffico tuttavia le spese di esercizio rimanevano elevate rispetto ai ricavi del traffico di un territorio non ricco come quello attraversato dalla piccola ferrovia, che nel 1934 prevedeva solo l'effettuazione di 2 coppie di treni sull'intero percorso, 2 coppie tra Trieste e Buie e una coppia tra Buie e Parenzo.
La crisi del '29 portò a una contrazione del già modesto traffico merci mentre, il nascente trasporto su autobus, più veloce della lenta e tortuosa ferrovia provocò un forte calo dei viaggiatori trasportati. Con la costruzione della nuova raffineria "Aquila" ad Aquilinia (Muggia) che tagliava in due il percorso della ferrovia, la chiusura della linea divenne inevitabile e avvenne il 31 agosto 1935. La linea venne presto smantellata e il materiale rotabile in parte demolito in parte alienato. Alcuni veicoli vennero acquisiti dalla Ferrovia della Val Gardena, 7 locomotive tipo P furono acquisite dalle FS che le destinarono con la nuova immatricolazione di gruppo R. 402 alla rete ferroviaria a scartamento ridotto della Sicilia. La P 7 è l'unica ad essere sopravvissuta in Italia fino ad oggi ed è ospitata dal Museo nazionale della scienza e della tecnologia Leonardo da Vinci di Milano, mentre la P 3 è esposta ad Isola, oggi in Slovenia davanti all'ex stazione e la U 37 a Capodistria.

## Caratteristiche
| Unknown route-map component "exKBHFa" |

|  | Unknown route-map component "exABZg+l" | Unknown route-map component "exCONTfq" |

| Unknown route-map component "KDSTxa" |

|  | Unknown route-map component "ABZgl" | Unknown route-map component "CONTfq" |

|  | Unknown route-map component "ABZgl" | Unknown route-map component "CONTfq" |

|  | Unknown route-map component "eABZg+l" | Unknown route-map component "exCONTfq" |

| Unknown route-map component "CONTgq" | Unknown route-map component "ABZg+r" |  |

| Non-passenger station/depot on track |

| Enter and exit tunnel |

| Non-passenger station/depot on track |

| Unknown route-map component "+c" | Unknown route-map component "xABZgl" | Unknown route-map component "ABZq+r" | Unknown route-map component "cCONTfq" |

| Unknown route-map component "CONTgq" | Unknown route-map component "xKRZ" | One way rightward |

| Unknown route-map component "exHST" |

| Unknown route-map component "exHST" |

| Unknown route-map component "exHST" |

| Unknown route-map component "GRZq" + Unknown route-map component "xGRENZE" |

| Unknown route-map component "exHST" |

| Unknown route-map component "exHST" |

| Unknown route-map component "exHST" |

| Unknown route-map component "exBHF" |

| Unknown route-map component "exHST" |

| Unknown route-map component "exHST" |

| Unknown route-map component "exHST" |

| Unknown route-map component "exHST" |

| Unknown route-map component "uexCONTr+f" | Unknown route-map component "exSTR" |  |

| Unknown route-map component "uexKBHFe" | Unknown route-map component "exBHF" |  |

| Unknown route-map component "exHST" |

| Unknown route-map component "exBHF" |

| Unknown route-map component "GRZq" + Unknown route-map component "xGRENZE" |

| Unknown route-map component "exHST" |

| Unknown route-map component "exHST" |

| Unknown route-map component "exHST" |

| Unknown route-map component "exBHF" |

| Unknown route-map component "exHST" |

| Unknown route-map component "exBHF" |

| Unknown route-map component "exHST" |

| Unknown route-map component "exGRZq" + Unknown route-map component "exZOLL" |

| Unknown route-map component "exHST" |

| Unknown route-map component "exHST" |

| Unknown route-map component "exBHF" |

| Unknown route-map component "exbWBRÜCKE1" |

| Unknown route-map component "exBHF" |

| Unknown route-map component "exHST" |

| Unknown route-map component "exHST" |

| Unknown route-map component "exBHF" |

| Unknown route-map component "exHST" |

| Unknown route-map component "exBHF" |

| Unknown route-map component "exBHF" |

| Unknown route-map component "exHST" |

| Unknown route-map component "exKBHFe" |

- Raggio minimo di curvatura 60 m (in una sola tratta)
- Massima ascesa 32 per mille (ad aderenza naturale)
- Lunghezza: 123 km
- Velocità massima: 30 km orari

La ferrovia percorreva quasi metà del tracciato in curva con 1530 metri complessivi di gallerie e 11 tra ponti e viadotti di modesta entità. Le stazioni erano 13 tra le quali si effettuavano una ventina di fermate ulteriori. La stazione sede di deposito locomotive e di officine era Buie mentre a Trieste il capolinea era sito all'interno della stazione di Sant'Andrea prima e di Campo Marzio successivamente posto al centro tra il fascio viaggiatori della Transalpina e il fascio merci. Nella suddetta stazione trovavano posto anche il deposito di carbone, la colonna idraulica, una rimessa a due binari per le locomotive, una pesa a ponte, il piano caricatore per le merci, il magazzino merci e un deposito per i legnami. Il binario di partenza per Parenzo era posto a fianco del primo binario della stazione a scartamento normale per un agevole interscambio viaggiatori. Il binario era di tipo leggero, da 17,9 kg/m, in barre da 9 m poste su 13 traverse, il che consentiva il massimo peso assiale di 7,5 t e velocità massime di 25 km/h nei tratti in curva e di 30 km/h in rettilineo.

## Materiale rotabile
- Locomotive a vapore tipo U n.8 da 185 kW
- Locomotive a vapore tipo P n.9 da 220 kW

A seguito della chiusura della Parenzana intorno alla metà degli anni trenta alcune locomotive del tipo "P" vennero utilizzate sulla linea Palermo-San Carlo previa trasformazione dello scartamento da bosniaco (760 mm) a metrico italiano (950 mm) effettuata dalle officine di Palermo Sant'Erasmo. Dette locomotive rimasero in servizio fino alla metà degli anni '50.
- Automotrice a vapore 51 a due assi
- carrozze e bagagliai
- carri merci di vario tipo